# Enzo Maresca
Vincenzo 'Enzo' Maresca, född 10 februari 1980 i Pontecagnano Faiano, är en italiensk före detta fotbollsspelare och nuvarande tränare för Chelsea.